# Ringspinnare
Ringspinnare (Malacosoma) är ett släkte av fjärilar som beskrevs av Jacob Hübner 1820. Malacosoma ingår i familjen ädelspinnare.

## Bildgalleri

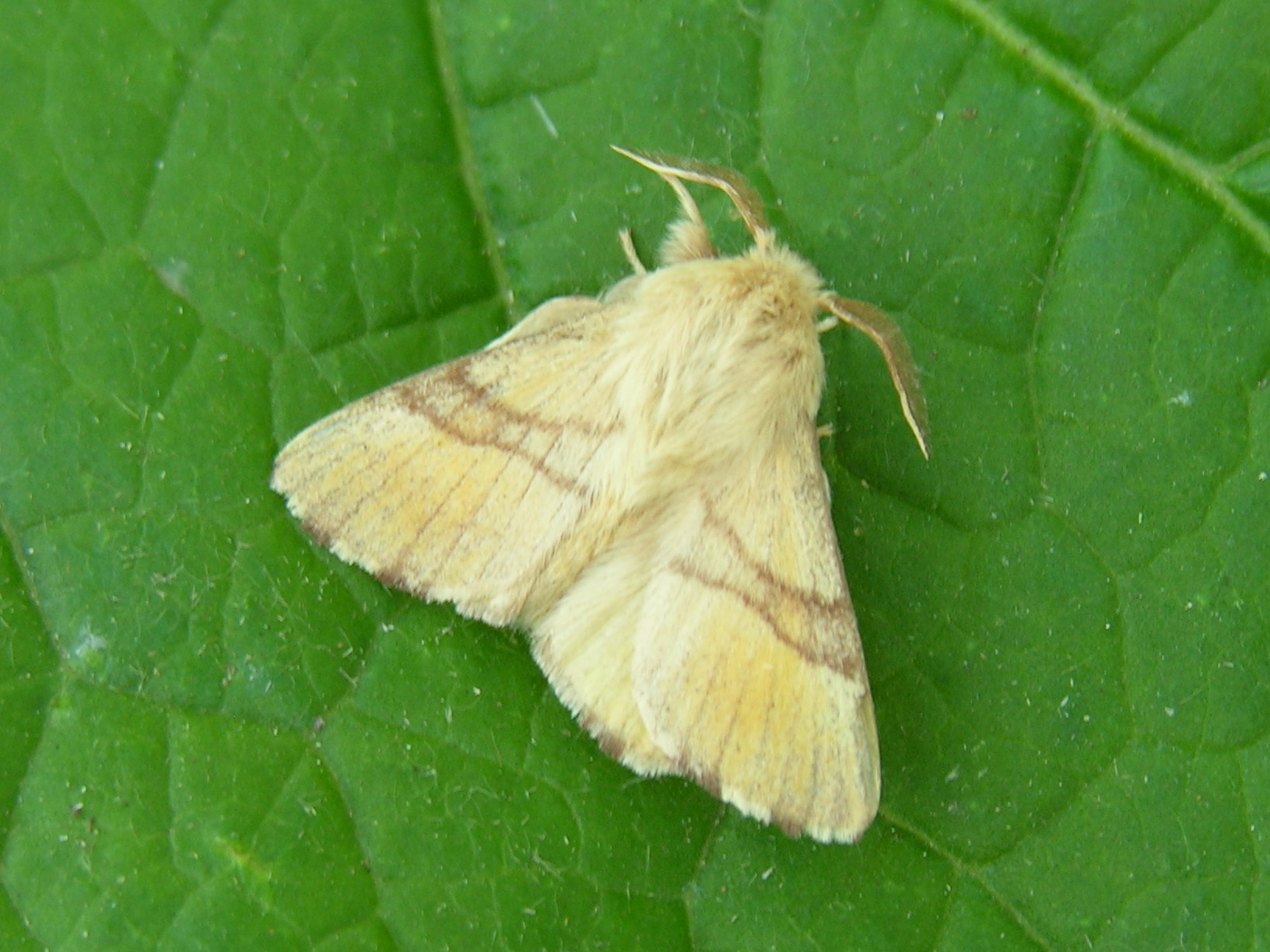

## Dottertaxa tillMalacosoma, i alfabetisk ordning[2][3]
- Malacosoma alba
- Malacosoma albescens
- Malacosoma alpicola
- Malacosoma ambisimilis
- Malacosoma americana
- Malacosoma angustata
- Malacosoma anita
- Malacosoma annularis
- Malacosoma approximata
- Malacosoma astriata
- Malacosoma austrinum
- Malacosoma autumnaria
- Malacosoma azteca
- Malacosoma betula
- Malacosoma bicolor
- Malacosoma bifascia
- Malacosoma bilineatus
- Malacosoma brevipennis
- Malacosoma brunnea
- Malacosoma brunneo-olivacea
- Malacosoma calabra
- Malacosoma californica
- Malacosoma caradjae
- Malacosoma castrensioides
- Malacosoma castrensis
- Malacosoma cervina
- Malacosoma cervina-confluens
- Malacosoma cervina-fracta
- Malacosoma cervina-unicolor
- Malacosoma cervina-virgata
- Malacosoma chosensis
- Malacosoma cinnamomea
- Malacosoma concolor
- Malacosoma confluens
- Malacosoma constricta
- Malacosoma constrictina
- Malacosoma contrasta
- Malacosoma coreana
- Malacosoma costipuncta
- Malacosoma decipiens
- Malacosoma dentata
- Malacosoma designata
- Malacosoma discolorata
- Malacosoma disstria
- Malacosoma distria
- Malacosoma divisa
- Malacosoma dorycnii
- Malacosoma drupacearum
- Malacosoma erosa
- Malacosoma fasciata
- Malacosoma flava
- Malacosoma flavescens
- Malacosoma flavomarginata
- Malacosoma formosana
- Malacosoma fracta
- Malacosoma fragilis
- Malacosoma franconica
- Malacosoma frutetorum
- Malacosoma fusca
- Malacosoma halophila
- Malacosoma hilleri
- Malacosoma incurva
- Malacosoma indica
- Malacosoma inducta
- Malacosoma insignis
- Malacosoma intermedia
- Malacosoma interrupta
- Malacosoma joannisi
- Malacosoma kirghisica
- Malacosoma laurae
- Malacosoma lineata
- Malacosoma liupa
- Malacosoma luteomargo
- Malacosoma luteus
- Malacosoma maculifera
- Malacosoma mauginii
- Malacosoma minor
- Malacosoma mixta
- Malacosoma mus
- Malacosoma neustrensis
- Malacosoma neustria
- Malacosoma nigrapici
- Malacosoma obscura
- Malacosoma obsoleta
- Malacosoma ochracea
- Malacosoma ochracea-confluens
- Malacosoma ochracea-fracta
- Malacosoma ochracea-unicolor
- Malacosoma ochracea-virgata
- Malacosoma olivacea
- Malacosoma onissa
- Malacosoma orientalis
- Malacosoma othello
- Malacosoma palicrina
- Malacosoma pallescens
- Malacosoma pallida
- Malacosoma panormitana
- Malacosoma parallela
- Malacosoma penzigi
- Malacosoma perlutea
- Malacosoma perversa
- Malacosoma pluvialis
- Malacosoma prima
- Malacosoma pseudoneustria
- Malacosoma pyri
- Malacosoma quercina
- Malacosoma quercus
- Malacosoma recenseo
- Malacosoma rectifascia
- Malacosoma robertsi
- Malacosoma rufa
- Malacosoma rufa-confluens
- Malacosoma rufa-fracta
- Malacosoma rufa-unicolor
- Malacosoma rufa-virgata
- Malacosoma rufo-virgata
- Malacosoma schaufussi
- Malacosoma semibrunnea
- Malacosoma serena
- Malacosoma shardaghi
- Malacosoma strigosa
- Malacosoma sylvatica
- Malacosoma sylvaticoides
- Malacosoma takamukui
- Malacosoma taraxacoides
- Malacosoma testacea
- Malacosoma texana
- Malacosoma thianshanica
- Malacosoma thomalae
- Malacosoma thoracica
- Malacosoma thoracicoides
- Malacosoma tigris
- Malacosoma trifasciata
- Malacosoma unicolor
- Malacosoma venata
- Malacosoma virgata
- Malacosoma vulgaris
- Malacosoma vulpes
- Malacosoma x-strigata